# ESO 306-17
ESO 306-G 017은 비둘기자리 방향으로 약 5억 1,700만 광년 떨어져 있는 거대타원은하이다.

## 겉보기 등급
겉보기 등급은 +13.33으로 맨눈으로 볼 수 없다.